# Jorge Díaz (escritor)
Jorge Díaz Cortés (Alicante, 1962) es un escritor y guionista de televisión español, integrante del seudónimo Carmen Mola.

## Biografía
Nacido en España, vivió durante su adolescencia en Portugal y cursó sus estudios en Lisboa antes de regresar a Madrid, donde se licenció en Periodismo en la Universidad Complutense de Madrid.
Ha desarrollado la mayor parte de su carrera en la televisión, medio en el que ha dirigido programas como Tan Contentos, El Club de los Listillos o La noche prohibida y ha escrito guiones de muchas series, entre ellas Hospital Central, El don de Alba, Ciega a citas, Víctor Ros o Acacias 38.
La serie por la que es más conocido nace del trabajo conjunto de Antonio Mercero y Moisés Gómez. En un principio comienzan a trabajar en la serie Línea roja, llevando a cabo una profunda transformación que posteriormente tomaría el nombre de Hospital Central.
En el año 2009 publicó su primera novela, Los números del elefante (Editorial Planeta), en la que narra la vida de los emigrantes españoles en Río de Janeiro durante los años cincuenta del siglo XX. Posteriormente ha publicado más novelas: La justicia de los Errantes (Plaza & Janés), sobre el periplo americano de los anarquistas Durruti y Ascaso; Cartas a Palacio (Plaza & Janés), sobre la creación de las Oficina Pro-Cautivos durante la Primera Guerra Mundial; y “Tengo en mí todos los sueños del mundo” (Plaza & Janés), sobre el naufragio del barco Príncipe de Asturias en 1916.
Sus novelas, del género conocido como best-seller, han sido traducidas al italiano y al polaco.
Ha impartido clases de guion en distintas universidades y másteres.
Galardonado con el Premio Planeta 2021, con la novela "La Bestia", bajo el pseudónimo colectivo Carmen Mola, formado además por Agustín Martínez, y Antonio Santos Mercero.

## Obra

### Televisión
- La noche prohibida (1996-1997), director del programa
- Hermanas (1998), guionista de la serie
- Hospital Central (2000-2012), coordinador de guiones de la serie
- Siete días al desnudo (2006), guionista de la serie
- MIR (2007-2008), guionista de la serie
- La Caza (2019 y 2021), guionista de la serie
- La novia gitana (2022), guionista de la serie

### Literaria
- Los números del elefante, novela, Planeta, 2009 ISBN 978-84-08-08455-6
- La justicia de los errantes, novela, Plaza & Janés, 2012
- Cartas a palacio, novela, Plaza & Janés, 2014
- Tengo en mí todos los sueños del mundo, novela. Plaza & Janés, 2016